# Христофор (архієпископ Празький)
Христофор (в миру Радім Пулець) (чеськ. Metropolita Kryštof (občanským jménem Radim Pulec); нар. 29 червня 1953, Прага) — архієпископ Празький, митрополит Чеських земель і Словаччини, предстоятель Православної церкви Чеських земель і Словаччини. Хіротонізований у єпископа 1988 року на Оломоуцько-Брненську кафедру, з 2000 року очолював Празьку єпархію вже як архієпископ, а у 2006 році обраний Предстоятелем.

## Біографія

### Юність
Радім Пулець (чеськ. Radim Pulec) народився 29 червня 1953 року у Празі.

### Працівник Служби Державної безпеки Чехословаччини
У списках Архіву Служби Безпеки Чехії Радім Пулець є записаний три рази, як стукач - агент StB (чеськ. Agent), номер 7674 під прикриттям на ім'я Даліміл (чеськ. Dalimil), далі як активний збирач інформації (чеськ. Důvěrník), кличка Радим (чеськ. Radim) і як секретний співпрацівник (чеськ. Tajný spolupracovník) - кличка Даліміл.

### Початок служіння
У 1974 році висвячений у сан диякона і, згодом, священика. Богословську освіту отримав на Православному богословському факультеті у Пряшеві (1979), у Московській духовній академії (1984), а також на Богословському факультеті Афінського університету (1987).
У 1985 році прийняв чернечий постриг у Троїце-Сергієвій Лаврі з ім'ям Христофор. У 1987 році митрополитом Дорофеєм (Филипом) був возведений у сан архімандрита. Парафіяльне служіння проходив у Кафедральному соборі святих Кирила і Мефодія у Празі.

### Архієрейське служіння
17 квітня 1988 митрополитом Дорофеєм хіротонізований у єпископа Оломоуцько-Брненського.
11 березня 2000 був обраний архієпископом Празьким. 25 березня того ж року у кафедральному соборі святих Кирила і Мефодія у Празі він був возведений у сан архієпископа.

### Предстоятель
2 травня 2006 на соборі духівництва і мирян Православної Церкви Чеських земель і Словаччини обраний її новим Предстоятелем.
Собор проходив у моравському місті Вілем. Кандидатами на обрання були архієпископ Христофор і архієпископ Пряшівський Йоан (Голоніч). На боці останнього була відносна більшість голосів. При проведенні двох турів голосування жоден з кандидатів не одержав необхідної для обрання більшості у дві третини голосів членів собору. Тому, відповідно до статуту Церкви, обрання було здійснено за допомогою жеребу.
28 травня 2006, в празькому кафедральному соборі в ім'я святих рівноапостольних Кирила і Мефодія відбулася інтронізація блаженнійшого Христофора, архієпископа Празького, митрополита Чеських земель і Словаччини. Перед початком Божественної літургії ієрархи Православної Церкви Чеських земель і Словаччини піднесли новообраному митрополиту блакитну мантію, білий клобук, другу панагію та митрополичий жезл. За Божественною літургією, при співі Трисвятого, митрополит Христофор був урочисто зведений на горнє місце.
Митрополит Христофор — п'ятий Предстоятель Православної церкви Чеських земель і Словаччини з часу надання їй автокефалії Московським патріархатом у 1951 році.
12 квітня 2013 на засіданні Священного Синоду Православної Церкви в Чеських землях і Словаччині добровільно відрікся престолу. За словами секретаря Оломоуцько-Брненської єпархії Романа Юриги, своє рішення митрополит обґрунтував необхідністю зберегти єдність Церкви. Останнім часом Христофор був звинувачений в порушенні монаших обітниць . Він заперечував усі звинувачення і казав, що готує певні юридичні кроки для очищення свого імені .

## Погляди і праці
Митрополит Христофор постійним учасником численних богословських конференцій, займається науковою і викладацькою діяльністю. Має вчені ступені доктора теології та філософії. Володіє російською, грецькою, німецькою та англійською мовами.

### Сайти
- (рос.) https://web.archive.org/web/20080226070242/http://drevo.pravbeseda.ru/index.php?id=3314 Христофор (Пулец) в енциклопедії (Древо)
- (рос.) https://web.archive.org/web/20041109234126/http://www.pravoslavie.ru/cgi-bin/sykon/client/display.pl?sid=680 Митрополит Чеських земель і Словччини Христофор